# جيمس باتريك هيكي
جيمس باتريك هيكي هو سياسي أمريكي، ولد في 22 فبراير 1973.